# Im Westen nichts Neues (filme)
Im Westen nichts Neues (bra: Nada de Novo no Front; prt: A Oeste Nada de Novo) é um longa-metragem anti-guerra alemão, com coprodução dos Estados Unidos, lançado em 2022, foi adaptado do romance homônimo de 1929, de Erich Maria Remarque. Dirigido por Edward Berger, é estrelado por Felix Kammerer, Albrecht Schuch, Daniel Brühl, Sebastian Hülk, Aaron Hilmer, Edin Hasanovic e Devid Striesow. O enredo é situado nos últimos dias da Primeira Guerra Mundial, e acompanha a vida de um jovem soldado alemão idealista chamado Paul Bäumer, que após alistar-se ao exército alemão se vê exposto a realidade crua e brutal de uma guerra, destruindo toda ilusão de heroísmo fortemente propagada pelo Estado alemão. A produção inclui a trama paralela das negociações em torno do Armistício de Compiègne, que não faz parte do livro base. Assim como as demais versões, de 1930 e 1979, o filme obteve uma recepção positiva da crítica especializada, dada a fidelidade à mensagem pacifista do material original. 
O filme teve estreia mundial no Festival Internacional de Cinema de Toronto (TIFF) em 12 de setembro de 2022, e foi lançado mundialmente no streaming da Netflix em 28 de outubro de 2022.
Em agosto de 2022, o filme foi anunciado como o representante da Alemanha na categoria de Melhor Filme Internacional para o Oscar 2023. Em janeiro de 2023 o filme foi indicado a nove categorias, incluindo Melhor Filme e Melhor Roteiro Adaptado, e durante a premiação em março venceu 4 categorias: Melhor Filme Internacional, Melhor Trilha Sonora, Melhor Design de Produção e Melhor Fotografia.

## Enredo
Em 1917, três anos após o início da Primeira Guerra Mundial, Paul Bäumer, de 17 anos, alista-se no Exército Imperial Alemão ao lado de seus amigos de escola, Albert Kropp, Franz Müller e Ludwig Behm. Eles ouvem um discurso patriótico de um funcionário da escola e, sem saber, recebem uniformes de soldados mortos em uma batalha anterior. Após terem sido alocados no norte da França, perto de La Malmaison, fazem amizade com Stanislaus "Kat" Katczinsky, um soldado mais velho. Sua visão romântica da guerra é destruída pelas realidades da guerra de trincheiras na Frente Ocidental, e Ludwig é morto por artilharia na primeira noite.
Em 7 de novembro de 1918, o oficial alemão Matthias Erzberger, cansado das perdas crescentes, se reúne com o Alto Comando Alemão para persuadi-los a iniciar negociações de armistício com as potências aliadas. Enquanto isso, Paul e Kat roubam um ganso de uma fazenda para compartilhar com Albert, Franz e outro veterano, Tjaden Stackfleet, com quem eles cresceram próximos na frente em Champagne. Kat, que é analfabeta, faz Paul lê-lo uma carta de sua esposa e teme que ele não possa se reintegrar à sociedade em tempos de paz. Franz passa a noite com uma francesa e traz seu lenço como lembrança.
Na manhã de 10 de novembro, Ferdinand Foch, o Comandante Supremo dos Aliados, dá 72 horas para os alemães aceitarem os termos aliados, sem margem para negociação. Enquanto isso, o ataque alemão toma a linha de frente francesa após combate corpo a corpo, mas é encaminhado por um contra-ataque de armas combinadas com tanques, aviões e lança-chamas Saint-Chamond. Franz é separado do grupo e Albert é morto tentando se render. Preso em uma cratera na terra de ninguém com um soldado francês, Paul o esfaqueia e o vê morrer lentamente, sentindo remorso e pedindo perdão ao seu cadáver. Erzberger fica sabendo da abdicação do Kaiser Wilhelm II e recebe instruções à noite do marechal de campo Paul von Hindenburg para aceitar os termos dos Aliados. Paul retorna à sua unidade e os vê comemorando o fim iminente da guerra. Ele encontra Tjaden ferido, que lhe dá o lenço de Franz. Paul e Kat trazem comida a ele, mas Tjaden, perturbado por ser aleijado, suicida-se.
Por volta das 5h00 do dia 11 de novembro, a delegação de Erzberger assina o armistício previsto para entrar em vigor às 11h00. Depois de saber do cessar-fogo, Paul e Kat roubam da fazenda uma última vez, mas Kat leva um tiro do filho do fazendeiro e morre enquanto Paul o carrega para o hospital. Friedrichs quer terminar a guerra com uma vitória alemã e ordena que um ataque comece às 10h45. Paul, desanimado e endurecido pela batalha mata muitos soldados franceses antes de ser perfurado no peito por uma baioneta segundos antes das 11h, quando a luta para e a frente fica em silêncio. Pouco tempo depois, um recruta alemão recém-chegado que Paul salvou no combate encontra o corpo coberto de lama de Paul e recupera o lenço de Franz que foi passado para Paul de Tjaden.

## Elenco
- Felix Kammerer como Paul Bäumer
- Albrecht Schuch como Stanislaus "Kat" Katczinsky
- Aaron Hilmer como Albert Kropp
- Moritz Klaus como Franz Müller
- Adrian Grünewald como Ludwig Behm
- Edin Hasanovic como Tjaden Stackfleet
- Daniel Brühl como Matthicomo Erzberger
- Thibault de Montalembert como General Ferdinand Foch
- Devid Striesow como General Friedrichs
- Andreas Döhler como Lieutenant Hoppe
- Sebastian Hülk[7] como Major Von Brixdorf

## Produção
O filme foi anunciado em fevereiro de 2020 com direção de Edward Berger e Daniel Brühl como membro do elenco. As filmagens iniciaram em março de 2021 em Praga, República Tcheca.

## Lançamento
All Quiet on the Western Front estreou no 47º Festival Internacional de Cinema de Toronto em 12 de setembro de 2022. Foi exibido exclusivamente no Paris Theatre em Nova Iorque em 7 de outubro antes de se expandir para outros cinemas a partir de 14 de outubro.
Foi lançado na Netflix em todo o mundo em 28 de outubro.

## Recepção

### Crítica
No site agregador de críticas Rotten Tomatoes, 91% das 118 avaliações de críticos são positivas, com uma classificação média de 8,3/10. O consenso do site diz: "Tanto atual quanto atemporal, All Quiet on the Western Front mantém o poder de seu material de origem clássico, concentrando-se na futilidade da guerra." O Metacritic, que usa uma média ponderada, atribuiu ao filme uma pontuação de 76 em 100, com base em 34 críticos, indicando "críticas geralmente favoráveis".

### Prêmios e Indicações
| Prêmio                                        | Data da Cerimônia       | Categoria                                   | Indicado(s) | Resultado | Ref.   |
| --------------------------------------------- | ----------------------- | ------------------------------------------- | --- | --------- | ------ |
| National Board of Review                      | 8 de dezembro de 2022   | Top5 Filmes em Língua Estrangeira           | All Quiet on the Western Front | Venceu    | [ 15 ] |
| National Board of Review                      | 8 de dezembro de 2022   | Melhor Roteiro Adaptado                     | Ian Stokell, Edward Berger and Lesley Paterson | Venceu    | [ 15 ] |
| European Film Awards                          | 10 de dezembro de 2022  | Melhor Maquiagem e Penteado                 | Heike Merker | Venceu    | [ 16 ] |
| European Film Awards                          | 10 de dezembro de 2022  | Melhor Efeito Visual                        | Frank Petzold, Viktor Müller and Markus Frank | Venceu    | [ 16 ] |
| Washington D.C. Area Film Critics Association | 12 de dezembro de 2022  | Melhor Filme Internacional/Estrangeiro      | All Quiet on the Western Front | Indicado  | [ 17 ] |
| St. Louis Gateway Film Critics Association    | 18 de dezembro de 2022  |                                             | All Quiet on the Western Front | Indicado  | [ 18 ] |
| Dallas–Fort Worth Film Critics Association    | 19 de dezembro de 2022  | Melhor Filme Internacional                  | All Quiet on the Western Front | 4º Lugar  | [ 19 ] |
| Alliance of Women Film Journalists            | 5 de janeiro de 2023    | Melhor Roteiro Adaptado                     | Edward Berger, Lesley Paterson, Ian Stokell | Indicado  | [ 20 ] |
| Alliance of Women Film Journalists            | 5 de janeiro de 2023    | Melhor Filme em Língua Não Inglesa          | All Quiet on the Western Front | Indicado  | [ 20 ] |
| San Diego Film Critics Society                | 6 de janeiro de 2023    | Melhor Diretor                              | Edward Berger | Indicado  | [ 21 ] |
| San Diego Film Critics Society                | 6 de janeiro de 2023    | Melhor Roteiro Adaptado                     | Edward Berger, Lesley Paterson and Ian Stokell | Venceu    | [ 21 ] |
| San Diego Film Critics Society                | 6 de janeiro de 2023    | Melhor Filme Internacional                  | All Quiet on the Western Front | Venceu    | [ 21 ] |
| San Francisco Bay Area Film Critics Circle    | 9 de janeiro de 2023    | Melhor Filme - Língua Estrangeira           | All Quiet on the Western Front | Indicado  | [ 22 ] |
| Golden Globe Awards                           | 10 de janeiro de 2023   | Melhor Filme em Língua Estrangeira          | All Quiet on the Western Front | Indicado  | [ 23 ] |
| Georgia Film Critics Association              | 13 de janeiro de 2023   | Melhor Filme Internacional                  | All Quiet on the Western Front | Indicado  | [ 24 ] |
| Critics' Choice Movie Awards                  | 15 de janeiro de 2023   | Melhor Filme Estrangeiro                    | All Quiet on the Western Front | Indicado  | [ 25 ] |
| Seattle Film Critics Society                  | 17 de janeiro de 2023   | Melhor Filme em Língua Não Inglesa          | All Quiet on the Western Front | Indicado  | [ 26 ] |
| Online Film Critics Society                   | 23 de janeiro de 2023   | Melhor Filme em Língua Não Inglesa          | All Quiet on the Western Front | Indicado  | [ 27 ] |
| Vancouver Film Critics Circle                 | 13 de fevereiro de 2023 | Melhor Filme Estrangeiro                    | All Quiet on the Western Front | Venceu    | [ 28 ] |
| Houston Film Critics Society                  | 18 de fevereiro de 2023 | Melhor Filme em Língua Estrangeira          | All Quiet on the Western Front | Indicado  | [ 29 ] |
| Art Directors Guild Awards                    | 18 de fevereiro de 2023 | Melhor Direção de Arte em um filme de época | Christian M. Goldbeck | Indicado  | [ 30 ] |
| British Academy Film Awards                   | 19 de fevereiro de 2023 | Melhor Filme                                | Malte Grunert | Venceu    | [ 31 ] |
| British Academy Film Awards                   | 19 de fevereiro de 2023 | Melhor Diretor                              | Edward Berger | Venceu    | [ 31 ] |
| British Academy Film Awards                   | 19 de fevereiro de 2023 | Melhor Ator Coadjuvante                     | Albrecht Schuch | Indicado  | [ 31 ] |
| British Academy Film Awards                   | 19 de fevereiro de 2023 | Melhor Roteiro Adaptado                     | Edward Berger, Lesley Paterson, Ian Stokell | Venceu    | [ 31 ] |
| British Academy Film Awards                   | 19 de fevereiro de 2023 | Melhor Filme em língua não inglesa          | Edward Berger, Malte Grunert | Venceu    | [ 31 ] |
| British Academy Film Awards                   | 19 de fevereiro de 2023 | Melhor Elenco                               | Simone Bär | Indicado  | [ 31 ] |
| British Academy Film Awards                   | 19 de fevereiro de 2023 | Melhor Cinematografia                       | James Friend | Venceu    | [ 31 ] |
| British Academy Film Awards                   | 19 de fevereiro de 2023 | Melhor Figurino                             | Lisy Christl | Indicado  | [ 31 ] |
| British Academy Film Awards                   | 19 de fevereiro de 2023 | Melhor Montagem                             | Sven Budelmann | Indicado  | [ 31 ] |
| British Academy Film Awards                   | 19 de fevereiro de 2023 | Melhor maquiagem e caracterização           | Heike Merker | Indicado  | [ 31 ] |
| British Academy Film Awards                   | 19 de fevereiro de 2023 | Melhor Trilha Sonora Original               | Volker Bertelmann | Venceu    | [ 31 ] |
| British Academy Film Awards                   | 19 de fevereiro de 2023 | Melhor Direção de Arte                      | Christian M. Goldbreck, Ernestine Hipper | Indicado  | [ 31 ] |
| British Academy Film Awards                   | 19 de fevereiro de 2023 | Melhor Som                                  | Lars Ginzsel, Frank Kruse, Viktor Prášil, Markus Stemler                                                                                                   | Venceu    | [ 31 ] |
| British Academy Film Awards                   | 19 de fevereiro de 2023 | Melhores Efeitos Visuais                    | Markus Frank, Kamil Jafar, Viktor Müller, Frank Petzoid | Indicado  | [ 31 ] |
| Hollywood Critics Association Awards          | 24 de fevereiro de 2023 | Melhor Filme Internacional                  | All Quiet on the Western Front | Indicado  | [ 32 ] |
| Golden Reel Awards                            | 26 de fevereiro de 2023 | Melhor Som - Filme Estrangeiro              | Frank Kruse, Markus Stemler, Alexander Buck, Benjamin Hörbe, Alexander Buck, Thomas Kalbér, Moritz Hoffmeister, Kuen Il Song, Carsten Richter, Daniel Weis | Venceu    | [ 33 ] |
| Cinema Audio Society Awards                   | 4 de março de 2023      | Melhor Mixagem de Som - Filme estrangeiro   | Viktor Prášil, Lars Ginzel, Stefan Korte, Daniel Kresco, Jan Meyerdierks, Hanse Warns                                                                      | Indicado  | [ 34 ] |
| Academy Awards                                | 12 de março de 2023     | Melhor Filme                                | Malte Grunert | Indicado  | [ 35 ] |
| Academy Awards                                | 12 de março de 2023     | Melhor Roteiro Adaptado                     | Edward Berger, Lesley Paterson and Ian Stokell | Indicado  | [ 35 ] |
| Academy Awards                                | 12 de março de 2023     | Melhor Filme Internacional                  | Alemanha | Venceu    | [ 35 ] |
| Academy Awards                                | 12 de março de 2023     | Melhor Trilha Sonora Original               | Volker Bertelmann | Venceu    | [ 35 ] |
| Academy Awards                                | 12 de março de 2023     | Melhor Som                                  | Viktor Prášil, Frank Kruse, Markus Stemler, Lars Ginzel and Stefan Korte                                                                                   | Indicado  | [ 35 ] |
| Academy Awards                                | 12 de março de 2023     | Melhor Direção de Arte                      | Christian M. Goldbeck and Ernestine Hipper | Venceu    | [ 35 ] |
| Academy Awards                                | 12 de março de 2023     | Melhor Cinematografia                       | James Friend | Venceu    | [ 35 ] |
| Academy Awards                                | 12 de março de 2023     | Melhor Maquiagem e Penteados                | Heike Merker and Linda Eisenhamerová | Indicado  | [ 35 ] |
| Academy Awards                                | 12 de março de 2023     | Melhores Efeitos Visuais                    | Frank Petzold, Viktor Müller, Markus Frank and Kamil Jafar                                                                                                 | Indicado  | [ 35 ] |